# Kunstmatige zoetstof
Kunstmatige zoetstoffen zijn een klasse van niet in de natuur voorkomende zoetstoffen met weinig of geen calorieën, die worden gebruikt ter vervanging van suiker. Deze laagcalorische zoetstoffen worden ook wel intensieve zoetstoffen genoemd. Ze hebben doorgaans honderden of zelfs duizenden malen de zoetkracht van suiker en hebben over het algemeen een bittere bijsmaak. Voorbeelden zijn aspartaam, natriumcyclamaat, neotaam, sacharine (E 954) en sucralose.
Kunstmatige zoetstoffen worden gebruikt omdat ze calorie-arm zijn en dus geen toename van lichaamsgewicht veroorzaken en omdat ze een zoete smaak geven zonder het gebit aan te tasten. Ze worden voornamelijk toegepast in voedingsmiddelen, maar ook in bijvoorbeeld kauwgom en tandpasta.
De intensieve zoetstoffen worden onderscheiden van suikeralcoholen als sorbitol, xylitol, lactitol en maltitol. Deze groep van polyolen betreft extensieve zoetstoffen, die juist minder zoetkracht dan suiker hebben. Ze leveren meer calorieën dan de intensieve zoetstoffen, zij het minder dan suiker.
De modieuze suikervervanger stevia heeft hier ambivalente eigenschappen. Het is een natuurlijke stof uit de steviaplant, met tegelijkertijd de zoetkracht van kunstmatige zoetstoffen en de neiging tot het geven van een bittere nasmaak, zonder calorieën te leveren.

## Eigenschappen
- geen tandbederf[1]
- geen calorische waarde
- kan door diabetici worden gebruikt

Kunstmatige zoetstoffen zijn omstreden vanwege vermeende schadelijke gevolgen bij gebruik, als zou het kankerverwekkend zijn of zelfs giftig.

## Toepassingen
Foodwatch vond in 2017 veel kunstmatige zoetstoffen in producten in de supermarkt. Zij vond onder andere acesulfaam-K in oplosthee en aspartaam in kroepoek en fritessaus. Sucralose werd waargenomen in popcorn; in busjes room acesulfaam-K, isomalt en sucralose.

### Frisdranken
De meeste light dranken worden gezoet met aspartaam. Suikervrije energiedrankjes bevatten naast aspartaam ook wel het eveneens calorievrije acesulfaam-K (E 950). De stimulerende werking hiervan is namelijk gebaseerd op een hoog cafeïnegehalte en niet op het calorie-gehalte.

### Tandpasta
In tandpasta zijn kunstmatige zoetstoffen alomtegenwoordig. In de meeste komt sacharine voor, meestal aangeduid als Sodium Saccharin. In veel tandpasta's wordt sacharine gecombineerd met sorbitol. Ook acesulfaam-K wordt wel toegepast.

### Zoetzuur
In zoetzuur-producten als zure bommen, zilveruitjes, zure haring en rolmopsen is de toepassing van kunstmatige zoetstof eerder regel dan uitzondering.
Augurken en zilveruitjes worden door fabrikanten veelal ingemaakt met sacharine (E 954). In rolmops wordt sucralose toegepast. Sucralose is de meest voorkomende suikervervanger in zure haring.

### Zoetjes

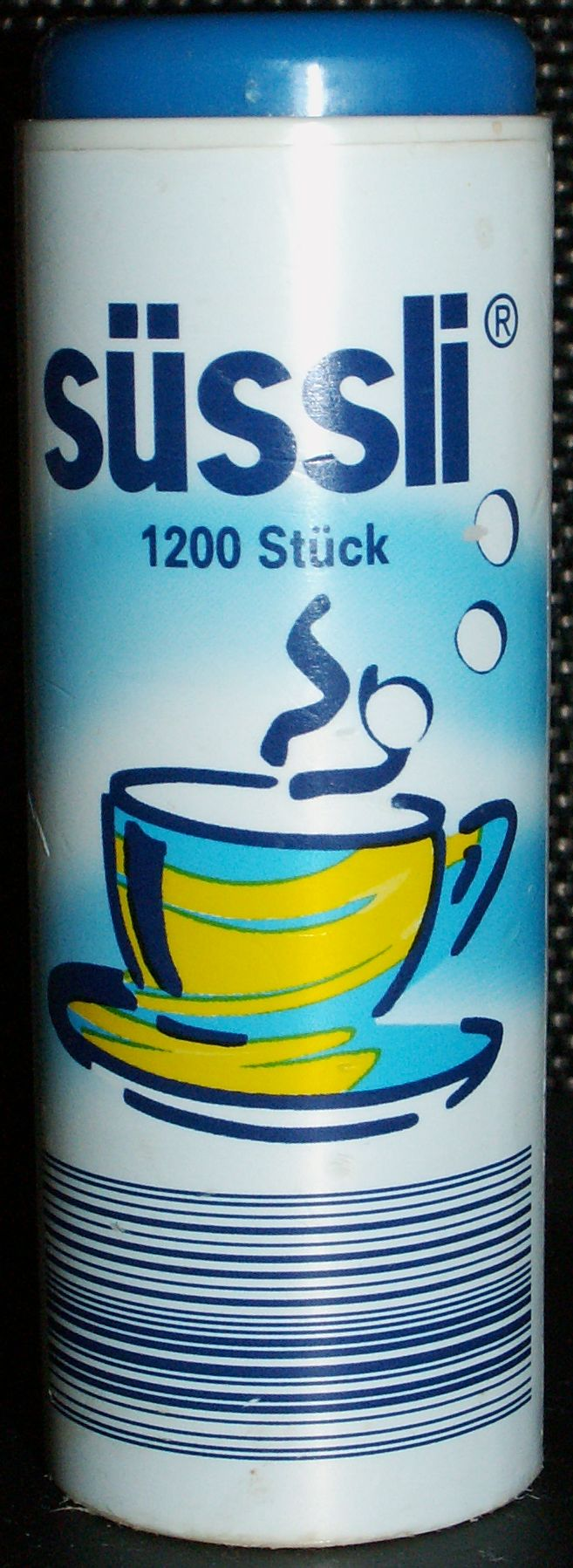
Zoetjes uit Duitsland.

zoetjes zijn een groep van kunstmatige zoetstoffen in de vorm van kleine tabletjes ter vervanging van suiker in koffie of thee. Vaak geldt dat twee zoetjes één suikerklontje of 1 schepje suiker vervangen.
Een zoetje is doorgaans gemaakt van sacharine. Deze is tussen de 300 en 500 keer zoeter dan suiker, en bevat geen calorieën, omdat het niet door het lichaam wordt opgenomen. Wel heeft het een ietwat bittere nasmaak. Er zijn verschillende merken zoetjes die wel aspartaam bevatten.